# Рем, Вальтер
Вальтер Рем (нем. Walther Rehm; 13 ноября 1901, Эрланген — 6 декабря 1963, Фрайбург-им-Брайсгау) — немецкий литературовед.

## Биография
Вальтер Рем учился в Страсбурге, в 1919 году окончил гимназию Максимилиана (Maximiliansgymnasium) в Мюнхене. Затем изучал германистику, историю и историю искусств в Мюнхенском университете. В 1923 году защитил диссертацию и был удостоен степени доктора философии. С 1929 года был приват-доцентом истории современной немецкой литературы в Мюнхене.
Запланированные назначения в Вюрцбург, Марбург, Лан, Гёттинген и Страсбург не состоялись по причине открыто выраженной Вальтером Ремом критики национал-социалистического мировоззрения и политики. Однако в 1940 году Рем вынужденно, под давлением вступил в Национал-социалистическую немецкую рабочую партию (НСДАП), а также в Национал-социалистический союз учителей (Nationalsozialistischen Lehrerbund).
С 1940 года Рем преподавал историю немецкой литературы в университете Гессена. С 1943 года и до своей смерти в 1963 году читал лекции во Фрайбургском университете. После 1945 года и «процесса денацификации» Вальтер Рем не был полностью реабилитирован вплоть до 1950 года.
Сын Вальтера Рема Вольфганг Рем (1929—2017) стал музыковедом.

## Научная и редакторская работа
Во времена национал-социализма Рем обязан был следовать в своей научной работе «духу времени народа» (völkisch Zeitgeist). Наиболее известны его исследования тем загробной жизни в античной культуре и культа мёртвых в поэзии Новалиса, Гёльдерлина и Рильке. Он также обратился к негероическому в работах Достоевского, Кьеркегора и Жана Поля.
Вальтер Рем работал научным и литературным редактором для многих изданий. Он внёс важный вклад в издание переписки Иоганна Иоахима Винкельмана.

## Членство в научных обществах и академиях
- Член Немецкого археологического института. 1944

- Член-корреспондент Баварской академии наук. 1956

- Член Общества Винкельмана в Стендале

## Основные публикации
- Мысль о смерти в немецкой поэзии от средневековья до романтизма (Der Todesgedanke in der deutschen Dichtung vom Mittelalter bis zur Romantik). 1928

- Культ Возрождения около 1900 года и его преодоление (Der Renaissancekult um 1900 und seine Überwindung). 1929

- Якоб Буркхардт (биография) (Jacob Burckhardt (Biographie). 1930

- Падение Рима в западной мысли (Der Untergang Roms im abendländischen Denken). 1930

- Греческая культура и время Гёте (Griechentum und Goethezeit). 1936

- Европейская Римская поэзия (Europäische Romdichtung). 1939

- Половинчатый эксперимент (Experimentum Medietatis). 1947

- Кьеркегор и соблазнитель (Kierkegaard und der Verführer). 1949

- Орфей. Поэт и мертвецы (Orpheus. Die Dichter und die Toten). 1950

- Божественное молчание и божественный траур. Сборник сочинений (Götterstille und Göttertrauer. Aufsatzsammlung). 1951

- Поэт и новое одиночество (Der Dichter und die neue Einsamkeit). 1969